# You Broke My Heart So I Busted Your Jaw
You Broke My Heart So I Busted Your Jaw è il quinto album degli Spooky Tooth, pubblicato dalla Island Records nel 1972. 

## Storia
Per questo album, il primo dopo la reunion, il chitarrista fondatore Luther Grosvenor non tornò nella band, poiché si era unito ai Mott the Hoople.
Grosvenor fu sostituito da Mick Jones, che in seguito co-fondò i Foreigner, mentre il batterista fondatore Mike Kellie fu sostituito da Bryson Graham. L'album è stato rimasterizzato e ripubblicato su compact disc dalla Repertoire Records nel gennaio 2005, con una bonus track.

## Tracce
1. Cotton Growing Man – 4:39
2. Old as I Was Born – 4:40
3. This Time Around – 3:39
4. Holy Water – 3:27
5. Wildfire – 4:04
6. Son of Your Father – 4:02
7. Self Seeking Man – 3:47
8. Time Have Changed – 3:53